# Seseli crassifolium
Seseli crassifolium är en flockblommig växtart som beskrevs av Dc. Seseli crassifolium ingår i släktet säfferötter, och familjen flockblommiga växter. Inga underarter finns listade i Catalogue of Life.